# Dyskografia Zebrahead
Dyskografia Zebrahead – poppunkowego zespołu powstałego w 1996 roku, składa się albumów studyjnych, minialbumów, singli. Debiutancki album Zebrahead to Yellow, został wydany w roku 1998.

## Albumy

### Albumy studyjne
| Rok  | Dane dot. albumu                                                                              | Pozycje na listach przebojów | Pozycje na listach przebojów | Pozycje na listach przebojów | Wyróżnienia | Skład zespołu                                                            |
| Rok  | Dane dot. albumu                                                                              | T.H.                         | B. 200                       | Oricon                       | Wyróżnienia | Skład zespołu                                                            |
| ---- | --------------------------------------------------------------------------------------------- | ---------------------------- | ---------------------------- | ---------------------------- | ----------- | ------------------------------------------------------------------------ |
| 1998 | Zebrahead / Yellow - Data wydania: 21 kwietnia 1998 - Wytwórnia: Doctor Dream Records         |                              |                              |                              |             | Justin Mauriello, Ali Tabatabaee, Greg Bergdorf, Ben Osmundson, Ed Udhus |
| 1998 | Waste of Mind - Data wydania: 13 października 1998 - Wytwórnia: Columbia Records              | 34                           |                              |                              |             | Justin Mauriello, Ali Tabatabaee, Greg Bergdorf, Ben Osmundson, Ed Udhus |
| 2000 | Playmate of the Year - Data wydania: 22 sierpnia 2000 - Wytwórnia: Columbia Records           | 4                            | 127                          | 20                           |             | Justin Mauriello, Ali Tabatabaee, Greg Bergdorf, Ben Osmundson, Ed Udhus |
| 2003 | MFZB - Data wydania: 21 października 2003 - Wytwórnia: Columbia Records                       | 33                           |                              | 9                            | JPN: Złota  | Justin Mauriello, Ali Tabatabaee, Greg Bergdorf, Ben Osmundson, Ed Udhus |
| 2004 | Waste of MFZB - Data wydania: 22 lipca 2004 - Wytwórnia: Sony Music Entertainment             | 34                           |                              | 16                           |             | Justin Mauriello, Ali Tabatabaee, Greg Bergdorf, Ben Osmundson, Ed Udhus |
| 2006 | Broadcast to the World - Data wydania: 22 lutego 2006 - Wytwórnia: Sony Music Entertainment   | 32                           |                              | 10                           | JPN: Złota  | Matty Lewis, Ali Tabatabaee, Greg Bergdorf, Ben Osmundson, Ed Udhus      |
| 2008 | Phoenix - Data wydania: 9 lipca 2008 - Wytwórnia: Sony BMG                                    | 30                           |                              | 10                           |             | Matty Lewis, Ali Tabatabaee, Greg Bergdorf, Ben Osmundson, Ed Udhus      |
| 2009 | Panty Raid - Data wydania: 4 listopada 2009 - Wytwórnia: Sony BMG                             | 31                           |                              | 8                            |             | Matty Lewis, Ali Tabatabaee, Greg Bergdorf, Ben Osmundson, Ed Udhus      |
| 2011 | Get Nice! - Data wydania: 27 lipca 2011 - Wytwórnia: Sony Music Japan, MFZB Records           | 35                           |                              | 10                           |             | Matty Lewis, Ali Tabatabaee, Greg Bergdorf, Ben Osmundson, Ed Udhus      |
| 2013 | Call Your Friends - Data wydania: 7 sierpnia 2013 - Wytwórnia: Sony Music, MFZB Records       | 29                           |                              | 9                            |             | Matty Lewis, Ali Tabatabaee, Dan Palmer, Ben Osmundson, Ed Udhus         |
| 2015 | The Early Years – Revisited - Data wydania: 11 marca 2015 - Wytwórnia: Sony Music, MFZB, Rude |                              | 111                          | 78                           |             |                                                                          |
| 2015 | Walk the Plank - Data wydania: 7 października 2015 - Wytwórnia: Sony Music, MFZB, Rude        |                              | 40                           | 23                           |             |                                                                          |

### EP
| Rok  | EP                                                                                               | Wytwórnia |
| ---- | ------------------------------------------------------------------------------------------------ | --------- |
| 2001 | Stupid Fat Americans - Data wydania: 9 października 2001 - Pozycje na listach przebojów: JPN: 85 | Sony BMG  |
| 2008 | Not the New Album EP - Data wydania: 8 lipca 2008                                                | ICON MES  |

## Single
| Rok  | Singel                            | Pozycje na listach przebojów | Pozycje na listach przebojów | Album                  |
| Rok  | Singel                            | Modern                       | J.H. 100                     | Album                  |
| ---- | --------------------------------- | ---------------------------- | ---------------------------- | ---------------------- |
| 1998 | Get Back                          | 32                           | -                            | Waste of Mind          |
| 1999 | The Real Me                       | -                            | -                            | Waste of Mind          |
| 1999 | Feel This Way                     | -                            | -                            | Waste of Mind          |
| 1999 | Someday                           | -                            | -                            | Waste of Mind          |
| 2000 | Deck the Halls (I Hate Christmas) | -                            | -                            | -                      |
| 2000 | Playmate of the Year              | -                            | -                            | Playmate of the Year   |
| 2001 | Now Or Never                      | -                            | -                            | Playmate of the Year   |
| 2003 | Rescue Me                         | -                            | -                            | MFZB                   |
| 2004 | Into You                          | -                            | -                            | MFZB                   |
| 2004 | Falling Apart                     | -                            | -                            | MFZB                   |
| 2004 | Hello Tomorrow                    | -                            | -                            | MFZB                   |
| 2004 | Are You For Real?                 | -                            | -                            | Waste of MFZB          |
| 2006 | Anthem                            | -                            | -                            | Broadcast to the World |
| 2006 | Broadcast to the World            | -                            | -                            | Broadcast to the World |
| 2006 | Postcards From Hell               | -                            | -                            | Broadcast to the World |
| 2007 | Karma Flavored Whiskey            | -                            | -                            | Broadcast to the World |
| 2008 | Mental Health                     | -                            | 16                           | Phoenix                |
| 2009 | Hell Yeah!                        | -                            | -                            | Phoenix                |
| 2009 | The Juggernauts                   | -                            | -                            | Phoenix                |
| 2009 | Girlfriend                        | 84                           | -                            | Panty Raid             |
| 2010 | Underneath It All                 | -                            | -                            |                        |
| 2011 | Ricky Bobby                       |                              |                              |                        |

## DVD
| Rok  | Album                                                                                         | Wytwórnia              |
| ---- | --------------------------------------------------------------------------------------------- | ---------------------- |
| 2003 | MFZB - The DVD - Banzai Mother F**ker! - Data wydania: 22 października 2003                   | Sony BMG               |
| 2004 | The Show Must Go Off! Zebrahead Live At The House Of Blues - Data wydania: 4 maja 2004        | Kung Fu Records        |
| 2005 | Blood, Sweat & Beers!!! Live in Tokyo, Japan August 8th 2004 - Data wydania: 13 września 2005 | wydanie niezależne     |
| 2007 | Broadcast to the World: THE FUCKING DVD - Data wydania: 16 grudnia 2007                       | wydanie niezależne     |
| 2014 | Way More Beer, Live in Koln, Germany, October 19th, 2013 Data wydania: 16 października 2014   | MFZB/wydanie nizależne |

## Teledyski
| Rok  | Teledyski              | Reżyser |
| ---- | ---------------------- | ------- |
| 1998 | Get Back               |         |
| 2000 | Playmate of the Year   |         |
| 2003 | Into You               |         |
| 2004 | Hello Tomorrow         |         |
| 2004 | Are You For Real?      |         |
| 2006 | Anthem                 |         |
| 2006 | Postcards From Hell    |         |
| 2006 | Broadcast To The World |         |
| 2007 | Karma Flavored Whisky  |         |
| 2007 | The Walking Dead       |         |
| 2008 | Mental Health          |         |
| 2008 | Hell Yeah!             |         |
| 2009 | The Juggernauts        |         |
| 2009 | Girlfriend             |         |
| 2010 | Underneath It All      |         |
| 2011 | Ricky Bobby            |         |
| 2011 | Get Nice!              |         |
| 2011 | She Don't Wanna Rock   |         |
| 2013 | Call Your Friends      |         |
| 2013 | Sirens                 |         |
| 2014 | Automatic              |         |
| 2015 | Devil On My Shoulder   |         |